# Acadian Driftwood
«Acadian Driftwood» es una canción del grupo norteamericano The Band, publicada en el álbum de estudio Northern Lights - Southern Cross (1975) por Capitol Records.

## Historia
La canción es un relato de la historia de Nueva Escocia y Acadia. Específicamente, la canción trata sobre la expulsión de los acadianos durante la Guerra franco-india entre franceses e ingleses sobre el control de la actual Nueva Escocia y Nuevo Brunswick.
La letra de Robbie Robertson estuvo influida por el poema Évangéline del poeta Henry Wadsworth Longfellow, en el cual se describe la deportación de los acadianos. En la grabación de la canción, la parte vocal está compartida por Levon Helm, Rick Danko y Richard Manuel, que cantan en solitario distintas estrofas y participan en coro en el estribillo. Instrumentalmente, la grabación se caracteriza por la participación de Byron Berline tocando el violín y por la presencia de varias pistas con acordeón, flautín y punteiro grabadas por Garth Hudson.
En la letra, Robertson transformó ligeramenet la historia para ajustarla al contenido lírico. De este modo, las deportaciones tuvieron lugar durante la guerra, entre 1754 y 1763, aunque la canción incluye el verso: «The war was over» (en español: «La guerra había acabado»). Además, las deportaciones comenzaron inmediatamenet después de la victoria británica en la batalla de Fort Beauséjour (1755), en lo que hoy es Nuevo Brunswick, y no después de lo que en la canción se describe como: «What went down on the Plains of Abraham» (en español: «Lo que pasó en las Llanuras de Abraham»). Las deportaciones terminaron con el fin de la guerra, tras la firma del Tratado de París en 1763.

## Versiones
«Acadian Driftwood» fue, junto a «It Makes No Difference» y «Ophelia», una de las tres canciones de Northern Lights - Southern Cross interpretadas en el concierto de despedida de The Band, ofrecido en noviembre de 1976 y filmado por el director estadounidense Martin Scorsese. Sin embargo, la canción fue omitida de la película The Last Waltz y de su banda sonora, y solo fue incluida en la caja recopilatoria de 2002.
Richard Shindell también versionó la canción en su álbum South of Delia, al igual que The Roches en el álbum tributo al grupo Endless Highway: The Music of The Band. Zachary Richard y Celine Dion también versionaron la canción en el álbum de 2009 Last Kiss.

## Personal
- Rick Danko: bajo y voz
- Levon Helm: batería y voz
- Garth Hudson: acordeón, flautín y punteiro
- Richard Manuel: piano y voz
- Robbie Robertson: guitarra
- Byron Berline: violín